# James Nolan Mason
James Nolan Mason (ur. 25 lipca 1952 w Chillicothe) – amerykański działacz neonazistowski, terrorysta, ideolog akceleracjonizmu. W przeszłości związany z Amerykańską Partią Nazistowską i Narodowosocjalistycznym Frontem Wyzwolenia, obecnie związany z organizacją terrorystyczną Atomwaffen Division. W 2021 uznany przez władze Kanady za terrorystę oraz objęty zakazem wjazdu na jej terytorium.

## Biografia
Mason urodził się w 1952 roku w miejscowości Chillicothe w stanie Ohio. Już jako młode dziecko zainteresował się polityką, jego ojciec pewnego razu zabrał go na wiec wyborczy Richarda Nixona. W późniejszym okresie, jako nastolatek, zaczął wyrażać poparcie dla konserwatywnych kandydatów antysystemowych jak Barry Goldwater. W 1966 roku w wieku 14 lat dołączył do młodzieżówki Amerykańskiej Partii Nazistowskiej (ANP). W 1968 roku planował dokonać zamachu na swoją szkołę średnią, ale ostatecznie zrezygnował.
Po tym jak w 1967 roku lider partii ANP, Lincoln Rockwell, zginął w zamachu, Mason związał się z odłamem partii prowadzonym przez innego neonazistę Josepha Tommasiego o nazwie National Socialist Liberation Front.
W latach 80. James Nolan Mason nawiązał kontakt listowny z Charlesem Mansonem i niektórymi byłymi członkami jego sekty (wszyscy odbywali już w tamtym czasie kary więzienia za swoją działalność). Zafascynował się w tym okresie myślą i ideologią sekty Rodziny Mansona i przełożył część z ich poglądów na grunt mainstreamowych poglądów neonazistowskich tworząc odłam tzw. neonazistowskiego akceleracjonizmu. Mason wyłożył swoje radykalne poglądy łączące anarchizm z neonazizmem w wydawanym w latach 80. biuletynie o nazwie Siege (ang. Oblężenie) – poglądy te po wielu latach stały się ideologią wyznawaną przez radykalne grupy neonazistowskie takie jak Atomwaffen Division oraz przez samotnych zamachowców i sprawców strzelanin motywowanych częściowo akceleracjonizmem.

## Wyroki
W 1973 roku został skazany (wraz z innym neonazistą) na karę 6 miesięcy prac społecznych w izolacji za napaść z użyciem gazu łzawiącego na 6 czarnoskórych nastolatków na parkingu przed restauracją sieci Dairy Queen. W latach 90. był wielokrotnie skazywany za posiadanie pornografii dziecięcej i współżycie z nieletnimi dziewczynami.

## Związki z Atomwaffen Division
Poglądy Masona opisywane przez niego w latach 80. na łamach Siege zostały później skompilowane w jedną całość i wydane jako książka. Zapiski te stanowiły później podstawę ideologiczną dla radykalnie akceleracjonistycznej organizacji terrorystycznej Atomwaffen Division, która powstała w 2015 roku. Pełni rolę głównego ideologa grupy, ale nie jest bezpośrednio zaangażowany w planowanie akcji terrorystycznych. Znał jednak kilka osób, które później były zaangażowane w ataki przeprowadzane przez tę grupę. W swoim miejscu zamieszkania przyjmował też często gości z zagranicznych partii neofaszystowskich, np. z Nordyckiego Ruchu Oporu.

## Poglądy polityczne
Mason uważa, że rząd federalny USA powinien zostać obalony siłą w drodze metod terrorystycznych. Opowiada się za stosowaniem spisków, aktów terroru przeciwko społeczeństwu popełnianymi pod fałszywą flagą, sianiu ogólnego chaosu, demoralizacji i strachu w społeczeństwie. W tym celu popiera stosowanie takich metod jak strzelaniny, zbrodnie i gwałty na niewinnych obywatelach w celu wywołania efektu paniki społecznej, co jego zdaniem może się przyczynić do przyspieszonego (accelerate) buntu społeczeństwa amerykańskiego przeciwko rządowi i wywołaniu rewolucji neonazistowskiej.

## Postawy rządów państw wobec Masona
W 2021 roku James Nolan Mason został oficjalnie uznany przez rząd Kanady za terrorystę i otrzymał zakaz wjazdu na terytorium kraju. Był drugą osobą w historii kanadyjskiej listy podmiotów terrorystycznych, która została na niej wyszczególniona – na liście wyszczególnione są prawie wyłącznie organizacje terrorystyczne, nie pojedyncze osoby. W 2023 roku władze Federacji Rosyjskiej zakazały rozpowszechniania na jej terytorium książki Siege autorstwa Masona i Atomwaffen Division. Uznano ją za materiał ekstremistyczny i promujący terroryzm. Organizacja Atomwaffen Division, z którą powiązany jest Mason, została uznana za terrorystyczną w kilku różnych krajach.